# Наріччя
Нарі́ччя   — найбільша одиниця територіальної диференціації діалектів мови, що становить сукупність близьких за визначальними рисами діалектів/говорів, які в свою чергу є об'єднаннями субдіалектів/говірок.
Структуровий зв'язок між всіма діалектичними підвидами наступний: мова → супрадіалект/наріччя → діалект/говір → субдіалект/говірка.

## Опис
Структурні особливості говірок, що входять до складу наріччя, виразно диференціюють одне наріччя на тлі інших. Територію поширення наріччя окреслюють пасма — ізоглоси явищ, інтегральних для усіх чи переважної більшості говірок даного наріччя, а також ізоглоси явищ, поширених лише в окремих говорах.
В українській діалектній мові виділяються: північне наріччя (поліське), південно-східне наріччя і південно-західне наріччя.
Поділ на три наріччя був запропонований К. Михальчуком у праці «Наріччя, піднаріччя і говори Південної Росії у зв'язку з наріччями Галичини» (1872); пізніше з уточненнями й окремими застереженнями цей поділ усталився в українській діалектології. Існує двокомпонентна класифікація (протиставлення північного та південного наріччя), при цьому у межах південного наріччя виділяли пд.-східне і пд.-західне піднаріччя (Ганцов В. Діалектологічна класифікація українських говорів. К., 1923; Зілинський І. Карта українських говорів. Варшава, 1933). Одне наріччя від іншого відділяється смугою перехідних говірок. Глибина протиставлення між наріччями різна: на фонетичному рівні ближчими між собою виявляються південно-східного і частина південно-західного, на рівні граматичної структури близькими є південно-східне і північне наріччя.